# Ophion ainoicus
Ophion ainoicus är en stekelart som beskrevs av Tohru Uchida 1928. Ophion ainoicus ingår i släktet Ophion och familjen brokparasitsteklar. Inga underarter finns listade i Catalogue of Life.